# Franziska Weber
Franziska Weber (ur. 24 maja 1989 r. w Poczdamie) – niemiecka kajakarka, czterokrotna medalistka igrzysk olimpijskich, czterokrotna mistrzyni świata, pięciokrotna mistrzyni Europy, dwukrotna srebrna medalistka igrzysk europejskich.

## Historia
Przygodę ze sportem zaczęła w 1999 roku w Poczdamie. Międzynarodowy debiut zaliczyła w 2009 roku. W tym roku wystąpiła po raz pierwszy na mistrzostwach Europy w Brandenburgu, zdobywając dwa medale: srebrny w jedynce na 1000 metrów oraz brązowy w dwójce na 500 metrów z Fanny Fischer. Na sierpniowych mistrzostwach świata w Dartmouth wywalczyła srebrny medal w jedynce na 1000 metrów. Przegrała z Węgierką Katalin Kovács o ponad pół sekundy.
Następnego roku powtórzyła sukces z Brandenburgu i ponownie sięgnęła po srebrny medal mistrzostw Europy w Trasonie w jedynce na 1000 metrów. Tym razem lepsza okazała się tylko Brytyjka Rachel Cawthorn. Na pięciokrotnie dłuższym dystansie zajęła dziewiąte miejsce. Ponad miesiąc później wystartowała na mistrzostwach świata w Poznaniu w tych samych konkurencjach. Na długości jednego kilometra zdobyła swój pierwszy złoty medal na seniorskim poziomie. W drugim występie podczas tych zawodów na dystansie 5000 metrów zajęła ósmą pozycją.
W czerwcu 2011 roku wystąpiła na mistrzostwach Europy w Belgradzie. W trzech finałach zdobyła trzy medale. Wraz z Tiną Dietze stanęła na drugim stopniu podium w dwójce na dystansie 200 i 1000 metrów. Dorobek medalowy uzupełniła w czwórce na 500 metrów, w której wystąpiły również Tina Dietze, Carolin Leonhardt i Silke Hörmann. Na kolejnych zawodach podczas mistrzostw świata rozegranych w Segedynie zdobyła srebrny medal w dwójce na 500 metrów. W dwukrotnie większej osadzie, czwórce na tym samym dystansie, ponownie sięgnęła po srebro.
W 2012 roku podczas przygotowań do głównej imprezy sezonu na mistrzostwach Europy w Zagrzebiu wywalczyła pierwsze złoto w europejskich mistrzostwach. Najlepsza okazała się w dwójce na 200 metrów razem z Tiną oraz w czwórce na 500 metrów. 8 sierpnia zdobyła swój pierwszy medal olimpijski podczas igrzysk w Londynie. W swoim debiucie zdobyła srebro w czwórce na 500 metrów. W składzie osady zasiadły także Carolin Leonhardt, Katrin Wagner-Augustin oraz Tina Dietze. Dzień później została mistrzynią olimpijską w dwójce na tym samym dystansie.
Rok po igrzyskach na mistrzostwach Europy w Montemor-o-Velho zdobyła srebrne medale w dwójce i czwórce na 500 metrów. Podczas rozegranych w Duisburgu mistrzostw świata wywalczyła dwa złote medale w dwójce na 200 i 500 metrów. Srebrny medal wywalczyła natomiast w czwórce na 500 metrów, przegrywając z osadą węgierską. Wzięła również udział w sztafecie jedynek 4 x 200 metrów, zajmując miejsce tuż za podium.
Podczas mistrzostw Europy w Brandenburgu w 2014 roku zdobyła srebrny medal, tym razem w rywalizacji jedynek na 500 metrów. Lepsza okazała się tylko Węgierka Danuta Kozák. W dwójce na 200 metrów piąte miejsce, a w czwórce na 200 metrów – czwarte. Miesiąc później na mistrzostwach świata w Moskwie zajęła drugą pozycję w dwójce na 200 metrów. Czwarte miejsca zajęła w jedynce oraz czwórce na 500 metrów.
W 2015 roku na mistrzostwach Europy w czeskich Račicach wystartowała tylko w jedynkach. Na dystansie 1000 metrów zdobyła złoto, a na połowie krótszym odcinku – srebro, ustępując miejsca Ewelinie Wojnarowskiej. Podczas sierpniowych mistrzostw świata w Mediolanie wywalczyła brązowe medale w dwójce w czwórce na dystansach 500 metrów.
Na mistrzostwach Europy w Moskwie przygotowujących do imprezy czterolecia wzięła udział w trzech konkurencjach, zdobywając trzy medale. Wygrała rywalizację w dwójce na 200 metrów. Srebrny medal wywalczyła w jedynce na 500 metrów, a brązowy medal zdobyła w czwórce na dystansie 500 metrów. Niecałe dwa miesiące później ruszyły igrzyska olimpijskie w Rio de Janeiro. 16 sierpnia w zawodach dwójek zdobyła srebrny medal razem z Tiną, przegrywając z Węgierkami Gabrielą Szabó i Danutą Kozák. Dwa dni później w rywalizacji jedynek zajęła piątą pozycję, tracąc do podium niecałe 0,2 sekundy. Występ na brazylijskich wodach zakończyła 20 sierpnia w czwórce. Zdobyła srebrny medal, ponownie ustępując jedynie Węgierkom.
W 2017 roku w Płowdiwie na mistrzostwach Europy zdobyła złoty medal w dwójce na 500 metrów. Podczas mistrzostw świata wywalczyła srebrny medal w dwójce i czwórce na 500 metrów.
Rok później na mistrzostwach świata w Montemor-o-Velho zdobyła złoty medal w dwójce na olimpijskim dystansie. Natomiast w czwórce na tym samym dystansie zajęła piątą pozycję.
Podczas czerwcowych igrzysk europejskich w Mińsku w 2019 roku zdobyła srebrny medal w zawodach dwójek na dystansie 200 metrów. Razem z Tiną Dietze przegrała jedynie z Marią Powch i Ludmyłą Kuklinowską z Ukrainy.